# Karumsee
Der Karumsee (auch Assala) ist ein See in der Region Afar am tiefsten Punkt Äthiopiens in der Koba-Senke.

## Lage
Der Karumsee ist, neben dem benachbarten Bakilisee und dem Afrerasee, einer von drei Salzseen im Norden der Danakil-Depression. Er liegt lang gestreckt in Nord-Süd-Richtung 123 m unter dem mittleren Meeresspiegel. Er liegt mit dem etwas kleineren, südöstlich gelegenen Bakilisee auf einer Linie zwischen dem Erta Ale (südöstlich) und dem Dallol (nordwestlich).  Im nördlichen Drittel des Sees befinden sich drei Inseln, von denen eine Maraho Karum heißt.
Nördlich des Karumsees befindet sich die ehemalige Bergbau-Siedlung Dallol. Der See ist äußerst salzig und wird von einer Salzpfanne umgeben, die noch heute abgebaut wird. Das Salz wird von Karawanen in den Rest des Landes transportiert.

## Galerie

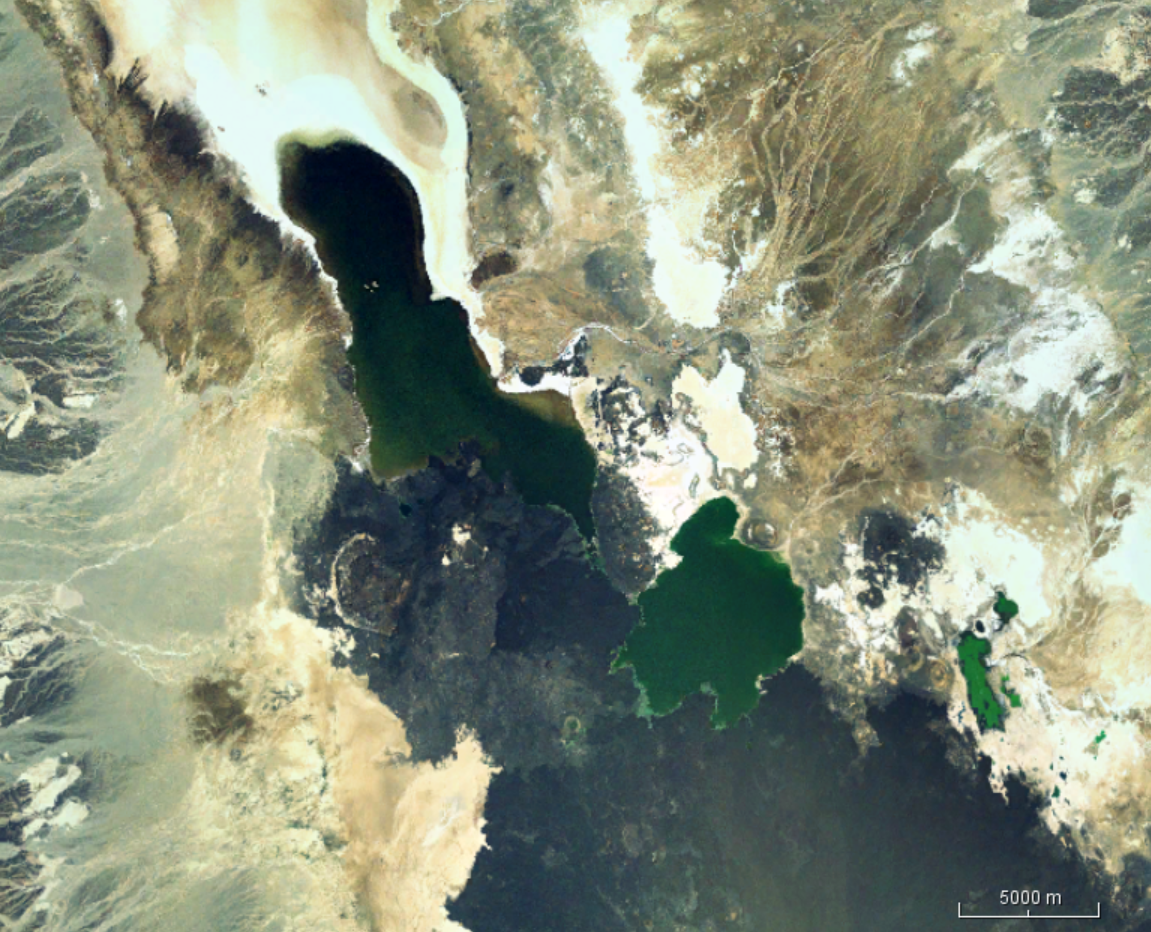
Der Bakili (grün Bildmitte) mit dem Karum im Norden und den Hängen des Erta Ale im Süden
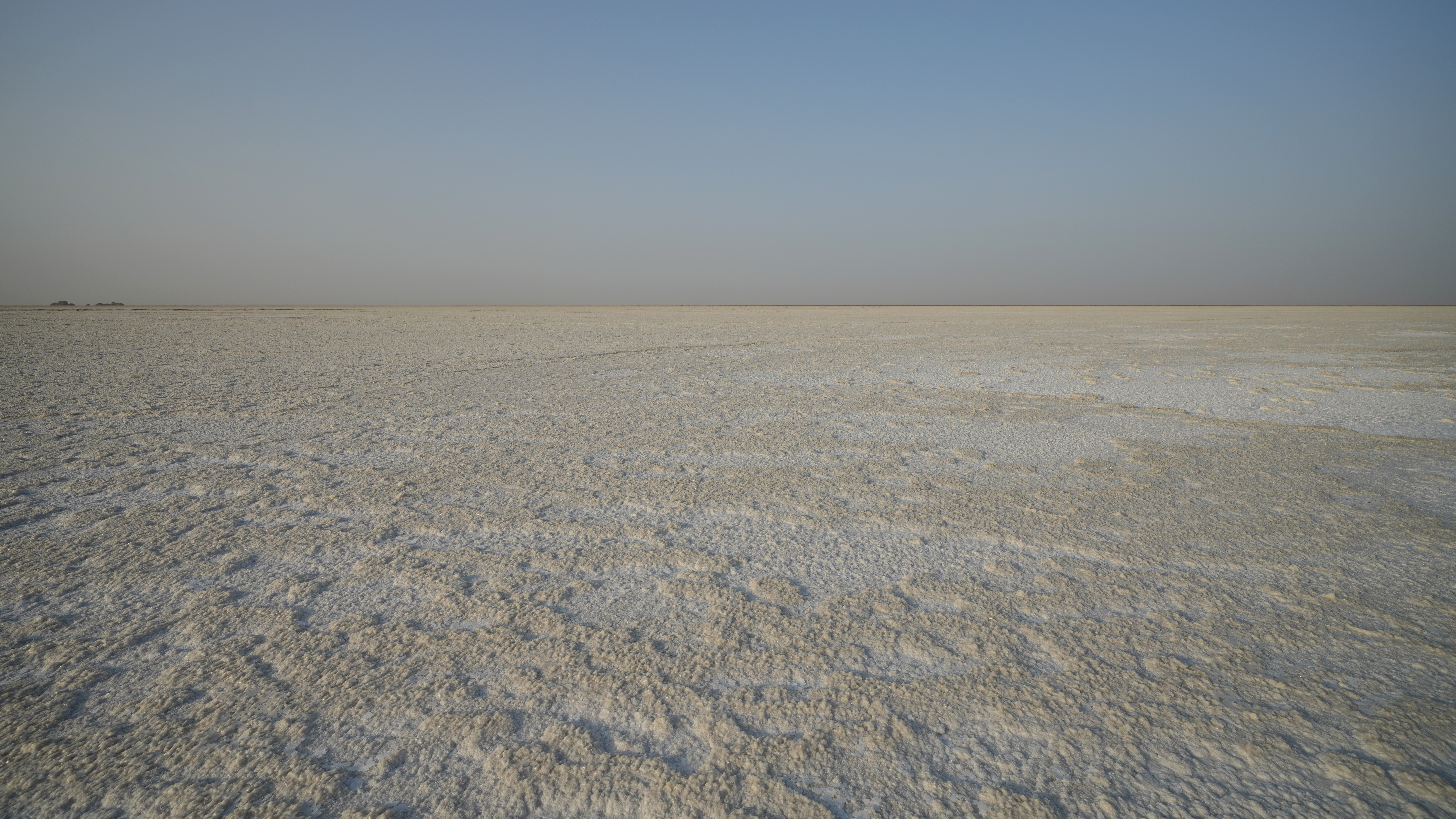
Salzpfanne am Karumsee
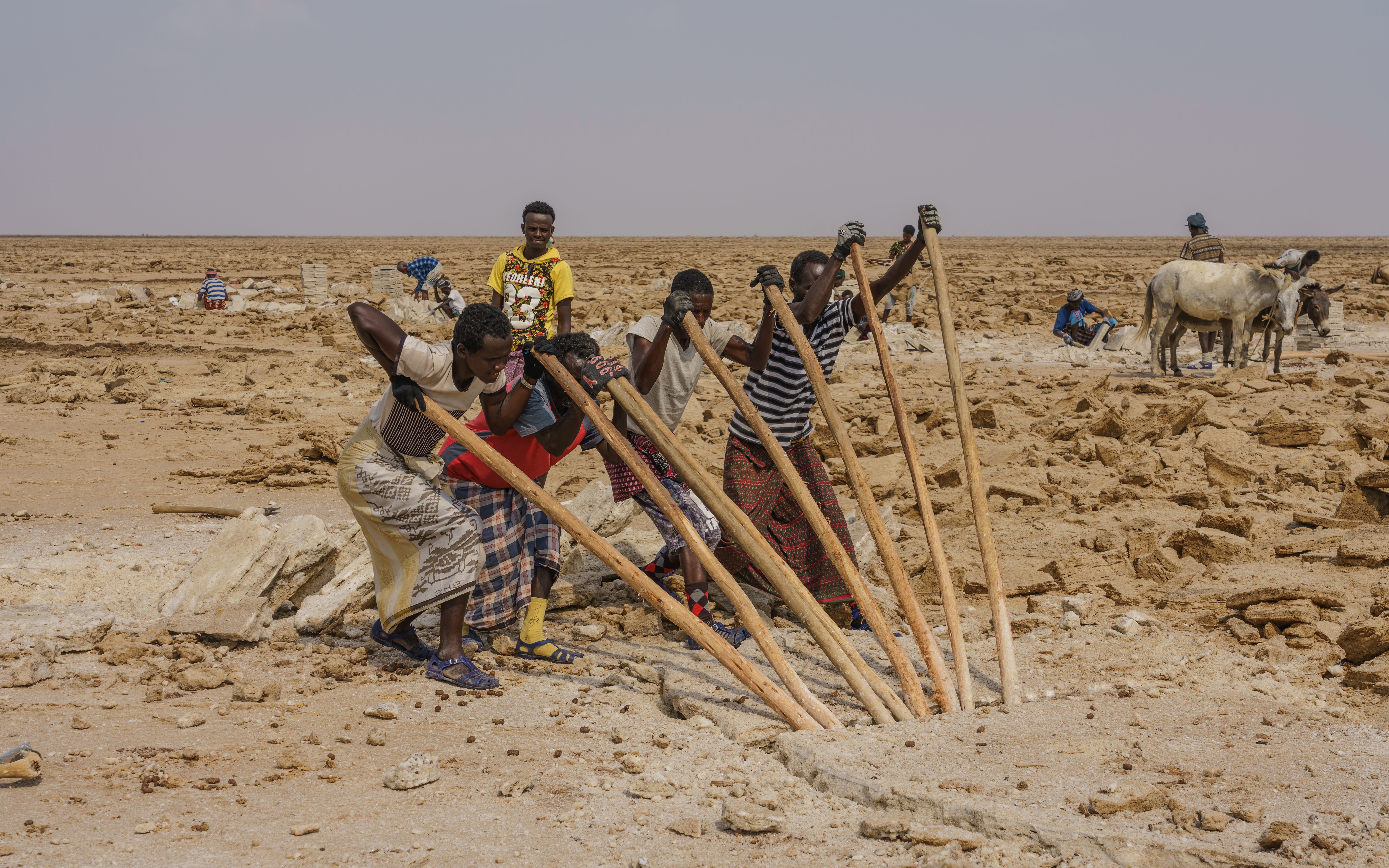
Salzgewinnung am Karumsee
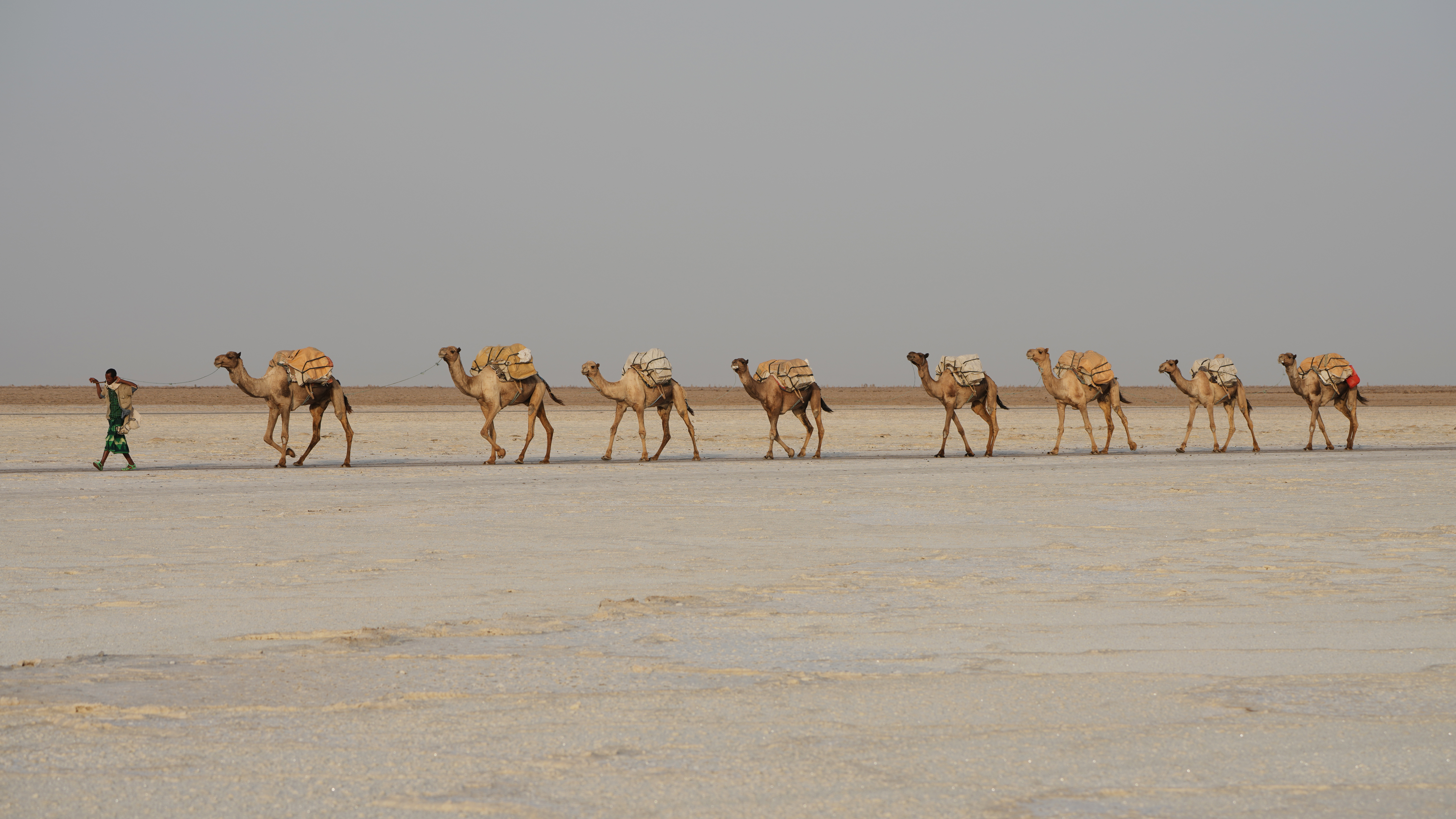
Kamel-Karawan zum Abtransport der Salzplatten
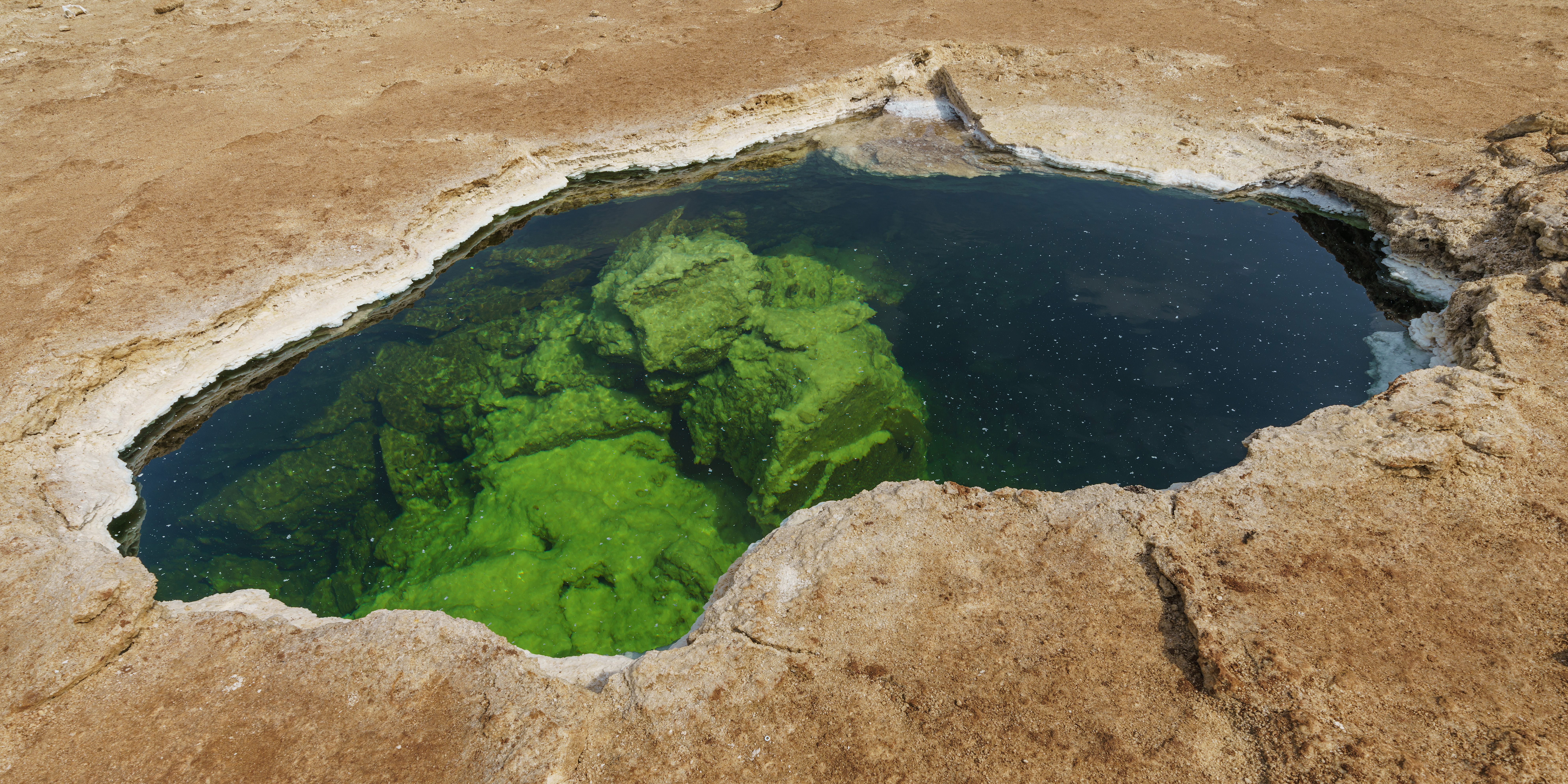
Ein Loch in der Salzpfanne mit sichtbarem Wasser des Karumsees